# Filmografia lui Jackie Chan
Aceasta este filmografia lui Jackie Chan:

## Filmografie
| An   | Titlu                                           | Titlu în caractere chinezești | Rol | Note |                   |
| ---- | ----------------------------------------------- | ----------------------------- | --- | --- | ----------------- |
| 1962 | Big and Little Wong Tin Bar                     | 大小黄天霸                    | Actor copil (Intro) | film pierdut |                   |
| 1963 | Liang Shan Bo yu Zhu Ying Tai (The Love Eterne) | 梁山伯與祝英台                | Actor copil (Extra) (nemenționat) | |                   |
| 1964 | Qin Xiang Lian (The Story of Qin Xiang Lin)     | 秦香蓮                        | Actor copil | |                   |
| 1966 | The Eighteen Darts (Partea 1)                   | 兩湖十八鏢(上集)              | Actor copil | sau Seven Little Tigers (Partea 1) |                   |
| 1966 | The Eighteen Darts (Partea a 2-a)               | 兩湖十八鏢(下集)              | Actor copil | sau Seven Little Tigers (Partea a 2-a) |                   |
| 1966 | Come Drink with Me                              | 大醉俠                        | Child Actor (nemenționat) | Presupusă apariție a lui Jackie Chan în acest film. |                   |
| 1970 | Lady of Steel                                   | 荒江女俠                      | "Beggar Kid" | |                   |
| 1971 | A Touch of Zen                                  | 俠女                          | "Extra" (nemenționat) Stuntman | |                   |
| 1971 | The Blade Spares None                           | 刀不留人                      | "Prince's fighter in the forest" (nemenționat) | |                   |
| 1971 | The Angry River                                 | 鬼怒川                        | "Guard" (nemenționat) | |                   |
| 1972 | Fist of Fury                                    | 精武門                        | "Jing Wu Student" (nemenționat) Stunt double for Suzuki through the window                                                                                                | sau The Chinese Connection |                   |
| 1972 | Hapkido                                         | 合氣                          | "Black Bear Student" (nemenționat) Stuntman (nemenționat) | |                   |
| 1972 | The Brutal Boxer                                | 唐人客                        | "Thug Sliding on Floor" (nemenționat) Stuntman | sau Blood Fingers |                   |
| 1972 | Stranger in Hong Kong                           | 香港過客                      | Cameo | |                   |
| 1973 | Enter the Dragon                                | 龍爭虎鬥                      | "Han's Prison Thug" (nemenționat) Stuntman (nemenționat) | |                   |
| 1973 | Facets of Love                                  | 北地胭脂                      | "Xiao Liu" (as Chen Yuan Lung) (Cameo) | |                   |
| 1973 | Not Scared to Die                               | 頂天立地                      | "Si To" / "Shi Tzer" (Cameo) Stunt Coordinator Action Director | sau Eagle Shadow Fist sau Fist of Anger sau Return to China |                   |
| 1973 | Police Woman                                    | 女警察                        | "Mole Face Gang Leader" (as Jacky Chan) Stunt Coordinator Action Director Stuntman (nemenționat)                                                                          | sau Rumble in Hong Kong sau Young Tiger sau Police Woman Against Jackie Chan sau "Heroine                                                                           |                   |
| 1973 | Kung Fu Girl                                    | 鐵娃                          | "Japanese Thug" (as Chen Yuen Lung) martial arts director stunt co-ordinator stuntman                                                                                     | sau Attack of the Kung Fu Girls sau None but the Brave sau The Heroine                                                                                              |                   |
| 1973 | Little Tiger of Canton                          | 廣東小老虎                    | "Jackie" / "Ah Lung" martial arts director stunt co-ordinator action director                                                                                             | sau Cub Tiger from Kwang Tung Ten Fingers of Death Snake Fist Ninja Snake Fist Fighter                                                                              |                   |
| 1973 | Freedom Strikes a Blow                          | 碼頭大決鬥                    | "Thug" (extra) (nemenționat) stunt co-ordinator action director stuntman                                                                                                  | sau Chinese Hercules sau Black Guide sau A Duel of Harbour sau The Kid in Pier                                                                                      |                   |
| 1973 | Ambush                                          | 埋伏                          | Extra (nemenționat) stuntman (nemenționat) | |                   |
| 1973 | The Awaken Punch                                | 石破天驚                      | "Extra - Thug beating up a woman" stuntman | sau Village on Fire sau Buddhist Shaolin Avengers sau The Fury of the Black Belt                                                                                    |                   |
| 1973 | Fist of Unicorn                                 | 麒麟掌                        | "Thug (extra)" stuntman | sau Unicorn Fist sau Buce Lee & I sau Unicorn Palm |                   |
| 1974 | Fist to Fist                                    | 除霸                          | Guard (extra) stuntman | sau Fists of the Double K sau Hong Kong Face-Off |                   |
| 1974 | The Golden Lotus                                | 金瓶雙艷                      | "Pear Seller Brother Yun" (as Chen Yuen Lung) | |                   |
| 1974 | Supermen Against the Orient                     | 四王一后                      | "Extra" (nemenționat) stuntman stunt co-ordinator action director | |                   |
| 1974 | Village of Tigers                               | 惡虎村                        | "Bandit" | |                   |
| 1975 | All in the Family                               | 花飛滿城春                    | "Hsiao Tang / rickshaw driver" | |                   |
| 1975 | Bruce Lee and I                                 | 李小龍與我                    | "Extra" (nemenționat) | sau Bruce Lee - His Last Days, His Last Nights sau I Love You, Bruce Lee sau Bruce Lee...His Last Days                                                              |                   |
| 1975 | No End of Surprises                             | 拍案驚奇                      | "Secretary Chen" (as Chen Yuen Lung) | |                   |
| 1975 | The Himalayan                                   | 密宗聖手                      | "Tsengs men" (nemenționat) stuntman | |                   |
| 1975 | The Young Dragons                               | 鐵漢柔情                      | action director action choreographer stunt co-ordinator | |                   |
| 1976 | New Fist of Fury                                | 新精武門之精武拳              | "Ah Lung" | sau Kungfu of Dragon |                   |
| 1976 | Dance of Death                                  | 舞拳                          | stunt co-ordinator (as Chen Yuan-lung) | sau Eternal Conflict |                   |
| 1976 | Shaolin Wooden Men                              | 少林木人巷                    | "Tiger" "Little Mute" stunt co-ordinator action director | sau Shaolin Chamber of Death sau Shaolin Wooden Men: Young Tiger's Revenge                                                                                          |                   |
| 1976 | Hand of Death                                   | 少林門                        | "Tan Feng" | sau Countdown in Kung Fu |                   |
| 1976 | Killer Meteors                                  | 風雨雙流星                    | "Wa Wu-Bin / Tiger / Immortal Meteor" stunt co-ordinator | sau Feng yu shuang liu xing, The Killer Meteors, Jackie Chan vs. Wang Yu                                                                                            |                   |
| 1976 | The Private Eyes                                | 半斤八兩                      | stuntman | sau Mr. Boo 1: The Private Eyes |                   |
| 1977 | The 36 Crazy Fists                              | 三十六迷形拳                  | supporting role in opening scene (nemenționat) stunt co-ordinator action director                                                                                         | sau The Blood Pact |                   |
| 1977 | To Kill with Intrigue                           | 劍花煙雨江南                  | "Cao Lei" (as Chen Lung) stunt co-ordinator action director | |                   |
| 1978 | Snake & Crane Arts of Shaolin                   | 蛇鶴八步                      | "Hsu Yiu Fong" stunt co-ordinator action director | |                   |
| 1978 | Magnificent Bodyguards                          | 飛渡捲雲山                    | "Lord Ting Chung" stunt co-ordinator action director | sau Eye of the Dragon sau The Red Dragon |                   |
| 1978 | Snake in the Eagle's Shadow                     | 蛇形刁手                      | "Chien Fu" stunt coordinator | |                   |
| 1978 | Drunken Master                                  | 醉拳                          | "Wong Fei Hung" | sau Drunken Monkey in the Tiger's Eyes |                   |
| 1978 | Spiritual Kung Fu                               | 拳精                          | "Yi-Lang" stunt coordinator (as Chen Yuen Lung) action director | sau Karate Ghostbuster |                   |
| 1978 | Half a Loaf of Kung Fu                          | 一招半式闖江湖                | "Master Jiang" writer martial arts director stunt co-ordinator | |                   |
| 1978 | Two in Black Belt                               | 黑帶恨                        | (Cameo) | |                   |
| 1979 | The Fearless Hyena                              | 笑拳怪招                      | "Shing Lung" (as Jacky Chan) director action director writer | sau Revenge of the Dragon |                   |
| 1979 | Dragon Fist                                     | 龍拳                          | "Tang How-Yuen" action director | |                   |
| 1979 | Immortal Warriors                               | 百戰保山河                    | Action Director Stunt Coordinator | |                   |
| 1979 | Master with Cracked Fingers                     | 廣東小老虎                    | "Jackie Chan" Action Director | sau Snake Fist Fighter This film was created from an amalgamation of footage, primarily from the limited-release 1973 film Little Tiger of Canton.                  |                   |
| 1980 | The Young Master                                | 帥弟出馬                      | "Dragon" / "Master Lung" Director Action Director Writer Stuntman (nemenționat)                                                                                           | |                   |
| 1980 | The Big Brawl                                   | 殺手壕                        | "Jerry Kwan" / "Lung" Action Director Stuntman (nemenționat) | sau Battle Creek Brawl |                   |
| 1980 | Read Lips                                       | 孖寶闖八關                    | Producer | |                   |
| 1981 | The Cannonball Run                              | 砲彈飛車                      | "Jackie Chan the Subaru Driver" (Cameo) | |                   |
| 1981 | The Gold-Hunters                                | 老鼠街                        | Producer | |                   |
| 1981 | Game Of Death 2                                 | 死亡塔                        | Michael Lo | |                   |
| 1982 | Dragon Lord                                     | 龍少爺                        | "Dragon Ho" / "Lung" Director Action Director Martial Arts Choreographer Co-Writer Stuntman (nemenționat)                                                                 | sau Dragon Strike |                   |
| 1983 | Fantasy Mission Force                           | 迷你特攻隊                    | "Sammy" (as Jacky Chan) stuntman (nemenționat) | sau Mini Special Force |                   |
| 1983 | Fearless Hyena Part II                          | 龍騰虎躍                      | "Chan Lung" / "Stone" action choreographer (footage) action director stuntman (nemenționat)                                                                               | This film was created by Lo Wei, derived from alternative footage recorded during the filming of the original The Fearless Hyena. It had no input from Jackie Chan. |                   |
| 1983 | Winners and Sinners                             | 奇謀妙計五福星                | "CID 07" stuntman (nemenționat) | sau Winners & Sinners: Five Lucky Stars |                   |
| 1983 | Project A                                       | A計劃                         | "Sergeant Dragon Ma Yue Lung" director writer action director stuntman (nemenționat)                                                                                      | sau Mark of the Dragon sau Dragon and The Friends |                   |
| 1984 | Wheels on Meals                                 | 快餐車                        | "Thomas" stuntman (nemenționat) | sau Spanish Connection sau Spartan X sau Million Dollar Heiress |                   |
| 1984 | Cannonball Run II                               | 砲彈飛車2                     | "Jackie" (Mitsubishi engineer) | |                   |
| 1984 | Pom Pom                                         | 神勇雙響炮                    | Motorcycle Cop #2 (Cameo) | |                   |
| 1985 | Police Story                                    | 警察故事                      | "Chan Ka-Kui" sau "Kevin Chan" director action director stunt coordinator fight choreographer executive producer writer song writer stuntman (nemenționat)                | sau Police Force |                   |
| 1985 | Heart of Dragon                                 | 龍的心                        | "Tat Fung" sau "Ted" stuntman (nemenționat) | sau First Mission |                   |
| 1985 | Ninja Thunderbolt                               | 至尊神偷                      | (cameo) | sau To Catch a Thief sau To Catch a Ninja sau Ninja Fury |                   |
| 1985 | The Protector                                   | 威龍猛探                      | "Billy Wong" stuntman (nemenționat) | |                   |
| 1985 | My Lucky Stars                                  | 福星高照                      | "Muscles" | Winners & Sinners 2: My Lucky Stars |                   |
| 1985 | Twinkle, Twinkle Lucky Stars                    | 夏日福星                      | "Muscles" | sau "Seven Lucky Stars" |                   |
| 1986 | Naughty Boys                                    | 扭計雜牌軍                    | "Prisoner" (cameo) producer | |                   |
| 1987 | Armour of God                                   | 龍兄虎弟                      | "Jackie Condor" sau "Asian Hawk" director stunt co-ordinator song writer stuntman                                                                                         | |                   |
| 1987 | Project A Part II                               | A計劃續集                     | "Dragon Ma" director action director stunt coordinator writer song writer stuntman (nemenționat)                                                                          | |                   |
| 1987 | That Enchanting Night                           | 良青花奔月                    | producer | |                   |
| 1988 | Police Story 2                                  | 警察故事續集                  | "Chan Ka-Kui" sau "Kevin" director producer stunt coordinator writer stuntman (nemenționat)                                                                               | |                   |
| 1988 | Dragons Forever                                 | 飛龍猛將                      | "Jackie Lung" associate producer production supervisor song writer stuntman (nemenționat)                                                                                 | sau Cyclone Z |                   |
| 1988 | The Inspector Wears Skirts                      | 霸王花                        | producer action director | |                   |
| 1988 | Rouge                                           | 胭脂扣                        | producer | |                   |
| 1989 | Miracles                                        | 奇蹟                          | "Charlie Cheng Wah Kuo" / "Kuo Chen Wah" director producer writer action director stuntman (nemenționat)                                                                  | sau Mr. Canton and Lady Rose sau Black Dragon sau The Canton Godfather                                                                                              |                   |
| 1989 | The Inspector Wears Skirts II                   | 神勇飛虎霸王花                | producer | |                   |
| 1989 | I Am Sorry                                      | 說謊的女人                    | presenter | |                   |
| 1990 | Island of Fire                                  | 火燒島                        | "Lung" /"Steve Tong" / "Da Chui" | sau The Prisoner |                   |
| 1990 | The Outlaw Brothers                             | 最佳賊拍檔                    | action director | |                   |
| 1990 | Stage Door Johnny                               | 舞台姊妹                      | producer | |                   |
| 1990 | Story of Kennedy Town                           | 西環的故事                    | producer | |                   |
| 1991 | A Kid from Tibet                                | 西藏小子                      | "airport passenger" (cameo) | |                   |
| 1991 | Armour of God II: Operation Condor              | 飛鷹計劃                      | "Jackie Condor" director action director producer writer song writer stuntman (nemenționat)                                                                               | |                   |
| 1991 | Angry Ranger                                    | 火爆浪子                      | producer | |                   |
| 1991 | Beauty and the Beast                            | 美女與野獸                    | "Beast" (voice) | Chan performed voice acting and singing in the Chinese dub of the film.                                                                                             |                   |
| 1992 | Police Story 3: Super Cop                       | 警察故事III超級警察           | "Chan Ka-Kui" sau "Kevin" executive producer presenter stuntman (nemenționat)                                                                                             | sau Supercop |                   |
| 1992 | Twin Dragons                                    | 雙龍會                        | "Ma Yau" sau "John Ma" "Die Hard" sau "Boomer" action director stunt choreographer song writer stuntman (nemenționat)                                                     | sau Double Dragon |                   |
| 1992 | Center Stage                                    | 阮玲玉                        | presenter | |                   |
| 1992 | The Shootout                                    | 危險情人                      | producer | |                   |
| 1993 | Once a Cop                                      | 超級計劃                      | "Inspector Chan" (cameo) | sau Project S sau Supercop 2 sau Police Story 3 Part II |                   |
| 1993 | City Hunter                                     | 城市獵人                      | "Ryo Saeba" sau "Michael Pham City Hunter" director action director song writer stuntman (nemenționat)                                                                    | Based on the Japanese manga City Hunter |                   |
| 1993 | Crime Story                                     | 重案組                        | "Inspector Eddie Chan" stunt co-ordinator co-director (nemenționat) stuntman (nemenționat)                                                                                | |                   |
| 1993 | Kin chan no Cinema Jack                         | 陳健沒有傑克電影院            | producer | This is an anthology film, a joint production between Australia, Hong Kong and Japan. The HK section was produced by Jackie Chan and featured Yuen Biao.            |                   |
| 1994 | Drunken Master II                               | 醉拳II                        | "Wong Fei Hung" co-director(nemenționat) stunt co-ordinator martial arts choreographer song writer (nemenționat) stuntman (nemenționat)                                   | sau The Legend of Drunken Master |                   |
| 1995 | Thunderbolt                                     | 霹靂火                        | "Chan Foh To" "Alfred Tung" action director executive producer stunt co-ordinator song writer stuntman (nemenționat)                                                      | sau Dead Heat |                   |
| 1995 | Rumble in the Bronx                             | 紅番區                        | "Ma Hon Keung" action director martial arts director stunt director song writer stuntman (nemenționat)                                                                    | |                   |
| 1995 | Bontoc Eulogy                                   | bontoc悼詞                    | additional editor | |                   |
| 1996 | Police Story 4: First Strike                    | 警察故事IV之簡單任務          | "Chan Ka-Kui" sau "Jackie" action director song writer stuntman (nemenționat)                                                                                             | sau Jackie Chan's First Strike |                   |
| 1997 | Mr. Nice Guy                                    | 一個好人                      | "Jackie" stunt coordinator (nemenționat) song writer stuntman (nemenționat)                                                                                               | sau SuperChef sau Mister Cool |                   |
| 1998 | Who Am I?                                       | 我是誰                        | Jackie Chan sau "Who Am I?" director action director co-writer stunt coordinator stuntman (nemenționat)                                                                   | |                   |
| 1998 | Rush Hour                                       | 火拼時速                      | "Detective Inspector Lee" stunt coordinator stuntman (nemenționat) | |                   |
| 1998 | Hot War                                         | 幻影特攻                      | producer | |                   |
| 1998 | An Alan Smithee Film Burn Hollywood Burn        |                               | "Himself" (cameo) | |                   |
| 1998 | Mulan                                           | 花木蘭                        | "Captain Li Shang" (voice) | Cantonese and Mandarin version |                   |
| 1999 | King of Comedy                                  | 喜劇之王                      | "unnamed extra actor" (cameo) | |                   |
| 1999 | Gorgeous                                        | 玻璃樽                        | "C. N. Chan" action director action choreographer co-producer co-writer                                                                                                   | sau High Risk |                   |
| 1999 | Gen-X Cops                                      | 特警新人類                    | "Fisherman" (cameo) (nemenționat) executive producer presenter | |                   |
| 1999 | Tempting Heart                                  | 心動                          | presenter | |                   |
| 2000 | Shanghai Noon                                   | 西域威龍                      | "Chon Wang" "Type A" executive producer action director stuntman (nemenționat)                                                                                            | |                   |
| 2000 | Gen-X Cops 2: Metal Mayhem                      | 特警新人類2                   | presenter | |                   |
| 2001 | The Accidental Spy                              | 特務迷城                      | "Buck Yuen" co-producer stunt coordinator action director song writer stuntman (nemenționat)                                                                              | |                   |
| 2001 | Rush Hour 2                                     | 火拼時速2                     | "Chief Inspector Lee" action director stuntman (nemenționat) | |                   |
| 2002 | The Tuxedo                                      | 燕尾服                        | "Jimmy Tong" stuntman (nemenționat) | |                   |
| 2003 | Shanghai Knights                                | 西域威龍2皇家威龍             | "Chon Wang" "Type B" action choreographer executive producer action director stuntman (nemenționat)                                                                       | |                   |
| 2003 | The Twins Effect                                | 千機變                        | "Jackie" the Ambulance driver (cameo role) song writer stuntman (nemenționat)                                                                                             | sau Vampire Effect |                   |
| 2003 | The Medallion                                   | 飛龍再生                      | "Eddie Yang" presenter stuntman (nemenționat) | |                   |
| 2004 | Around the World in 80 Days                     | 環遊世界八十天                | "Passepartout" executive producer fight choreographer action director stuntman (nemenționat)                                                                              | |                   |
| 2004 | The Twins Effect II                             | 千機變 II – 花都大戰          | "Lord of Armour" (cameo) | sau The Huadu Chronicles: Blade of the Rose |                   |
| 2004 | New Police Story                                | 新警察故事                    | "Senior Inspector Chan Kwok-Wing" action director executive producer stunt director presenter song writer stuntman (nemenționat)                                          | |                   |
| 2004 | Enter the Phoenix                               | 大佬愛美麗                    | "Mr. Chan" (cameo) executive producer presenter | |                   |
| 2004 | Rice Rhapsody                                   | 海南雞飯                      | executive producer presenter | |                   |
| 2005 | The Myth                                        | 神話                          | "General Meng Yi" "Jack" producer action director stunt director presenter song writer stuntman (nemenționat)                                                             | sau Jackie Chan's The Myth |                   |
| 2005 | Everlasting Regret                              | 長恨歌                        | co-producer | |                   |
| 2005 | House of Fury                                   | 精武家庭                      | executive producer presenter | |                   |
| 2006 | Rob-B-Hood                                      | 寶貝計劃                      | "Fong Ka Ho" sau "Thongs" action director co-producer co-writer stunt coordinator presenter stuntman (nemenționat)                                                        | sau Project B.B (pun on Project A) |                   |
| 2007 | Rush Hour 3                                     | 火拼時速3                     | "Chief Inspector Lee" song writer (nemenționat) | |                   |
| 2007 | Air Diary                                       | 飛行日志                      | producer | |                   |
| 2008 | The Forbidden Kingdom                           | 功夫之王                      | "Lu Yan" / "Old Hop" | sau King of Kung Fu |                   |
| 2008 | Kung Fu Panda                                   | 功夫熊貓                      | "Master Monkey" (voice) | |                   |
| 2008 | Run Papa Run                                    | 一個好爸爸                    | executive producer presenter | |                   |
| 2008 | Wushu                                           | 武術之少年行                  | executive producer presenter | |                   |
| 2009 | Shinjuku Incident                               | 新宿事件                      | "Steelhead" executive producer presenter | |                   |
| 2009 | Looking for Jackie                              | 尋找成龍                      | himself | sau Jackie Chan and The Kung Fu Kid sau Jackie Chan Kung Fu Master                                                                                                  |                   |
| 2009 | The Founding of a Republic                      | 建國大業                      | "Li Jishen's Interviewer" (cameo role) | sau Jian Guo Da Ye (lit. The Great Cause of China's Foundation) sau Founding of the Nation sau Lofty Ambitions of Nation Building                                   |                   |
| 2010 | The Spy Next Door                               | 鄰家特工                      | "Bob Ho" song writer (nemenționat) stuntman (nemenționat) | sau Double Mission |                   |
| 2010 | Little Big Soldier                              | 大兵小將                      | "Big Soldier" action director producer writer production manager presenter screenplay                                                                                     | sau Big Soldier, Small General sau Junior Soldiers |                   |
| 2010 | The Karate Kid                                  | 功夫夢                        | "Mr. Han" | sau The Kung Fu Dream |                   |
| 2010 | The Legend of Silk Boy                          | 世博冠軍湖絲仔                | "Xu Rongcun" (voice) | |                   |
| 2010 | Kung Fu Panda Holiday Special                   | 功夫熊猫假期特别              | "Master Monkey (voice) | Christmas special for NBC |                   |
| 2011 | Shaolin                                         | 新少林寺                      | "Wu Dao" stuntman (nemenționat) | sau The New Shaolin Temple |                   |
| 2011 | Kung Fu Panda 2                                 | 功夫熊貓2                     | "Master Monkey" (voice) | |                   |
| 2011 | 1911                                            | 辛亥革命                      | "Huang Xing" director executive producer stunt co-ordinator stuntman | |                   |
| 2011 | Legendary Amazons                               | 楊門女將                      | producer | |                   |
| 2012 | CZ12                                            | 十二生肖                      | "Asian Hawk" director producer executive producer action director writer composer gaffer caterer unit production manager theme tune vocalist props stuntman (nemenționat) | sau Armour of God III: Chinese Zodiac |                   |
| 2013 | Personal Tailor                                 | 私人訂制                      | (cameo) producer | |                   |
| 2013 | Police Story 2013                               | 警察故事2013                  | "Detective Zhong Wen" | |                   |
| 2014 | As the Light Goes Out                           | 救火英雄                      | N/A | Cameo | [ 2 ]             |
| 2015 | Dragon Blade                                    | 天將雄獅                      | Huo An | Producer Action director | [ 3 ] [ 4 ]       |
| 2015 | Who Am I 2015                                   | 我是谁2015                    | N/A | Producer only | [ 5 ]             |
| 2015 | Monkey King: Hero is Back                       | 西游记之大圣归来              | Monkey King | Voice only |                   |
| 2016 | Kung Fu Panda 3                                 | 功夫熊貓3                     | Master Monkey/Li Shan | Voice only Master Monkey in English version; Li Shan in Chinese and Hong Kong version                                                                               |                   |
| 2016 | Skiptrace                                       | 絕地逃亡                      | Bennie Chan | Producer Action director | [ 6 ] [ 7 ] [ 4 ] |
| 2016 | The Master: A Lego Ninjago Short                | 主人：乐高忍者短              | Master Wu | Voice only Short film |                   |
| 2016 | Railroad Tigers                                 | 铁道飞虎                      | Ma Yuan | | [ 8 ]             |
| 2017 | Kung Fu Yoga                                    | 功夫瑜伽                      | Jack | Action director | [ 4 ]             |
| 2017 | The Nut Job 2: Nutty by Nature                  | 坚果工作2                     | Mr. Feng | Voice only |                   |
| 2017 | The Lego Ninjago Movie                          | 樂高旋風忍者電影              | Mr. Liu / Master Wu | Live action & voice role |                   |
| 2017 | The Foreigner                                   | 英倫對決                      | Ngoc Minh Quan | Also producer | [ 9 ]             |
| 2017 | Bleeding Steel                                  | 機器之血                      | Lin Dong | Chinese-Australian co-production Producer | [ 10 ]            |
| 2017 | Namiya                                          | 解憂雜貨店                    | Namiya | |                   |
| 2019 | Knight of Shadows: Between Yin and Yang         | 神探蒲松龄之兰若仙踪          | | Post-production |                   |
| 2019 | The Diary                                       |                               | | Post-production |                   |
| 2019 | Wish Dragon                                     |                               | Pipa God | Post-production Voice and Producer only | [ 11 ]            |
| 2019 | Misterul sigiliului dragonului                  |                               | Master | |                   |
| 2019 | Beijing: Wan Jiu Zhao Wu                        | 北京·晚九朝五                 | | Jaycee Chan's directorial debut |                   |
| 2019 | Once Upon a Zodiac                              |                               | Zell | | [ 12 ]            |
| TBA  | Project X-traction                              | X 计划                        | | Filming | [ 13 ]            |

## Documentare
| An   | Titlu                                                | Titlu în chineză     | Note                                                                                |
| ---- | ---------------------------------------------------- | -------------------- | ----------------------------------------------------------------------------------- |
| 1990 | The Best of the Martial Arts Films                   | 金裝武術電影大全     |                                                                                     |
| 1996 | Biography: "Jackie Chan: From Stuntman to Superstar" |                      | A&E Network 8 October 1996                                                          |
| 1998 | Jackie Chan: My Story                                | 成龍的傳奇           |                                                                                     |
| 1999 | Jackie Chan: My Stunts                               | 成龍：我的特技       |                                                                                     |
| 2002 | The Art of Action: Martial Arts in Motion Picture    | 功夫片歲月           |                                                                                     |
| 2003 | Cinema Hong Kong: Kung Fu                            | 電影香江：功夫世家   |                                                                                     |
| 2003 | Traces of a Dragon: Jackie Chan & His Lost Family    | 龍的深處：失落的拼圖 |                                                                                     |
| 2006 | The Heavenly Kings                                   | 四大天王             | film artistic, mockumentar                                                          |
| 2008 | A Touch of Beijing                                   |                      | Documentar despre găzduirea de către Beijing a Jocurilor Olimpice de Vară din 2008. |
| 2008 | Mega Cities: Hong Kong                               |                      | National Geographic Channel 20 iunie 2008                                           |

## Vezi și
- Listă de filme cu arte marțiale